# Château de Beauchesne
Le château de Beauchesne ou Beauchêne est un château du XVIIIe siècle situé à Champtocé-sur-Loire, en France.

## Localisation
Le château est situé dans le département français de Maine-et-Loire, sur la commune de Champtocé-sur-Loire.

## Historique
L'édifice est inscrit au titre des monuments historiques en 1977.